# Madame Menjaud
Pour les articles homonymes, voir Menjaud.
Armantine-Émilie Devin, dite Devin cadette, Amandine Menjaud ou Madame Menjaud, est une actrice française née le 8 novembre 1794 (18 brumaire an III) à Paris et morte aux Batignolles-Monceau le 13 avril 1844,.

## Biographie
Armantine Émilie Devin naît le 18 brumaire an III (8 novembre 1794) à Paris, dans la maison familiale située section Le Pelletier. Elle est la fille de Christophe Jacques Devin, rentier, et de Jacqueline François Armantine Tessier, mariés en 1788 à Charonne.
Armantine Devin entame sa carrière d'actrice au théâtre de l'Impératrice, aux côtés de sa sœur aînée. Elle est admise en 1810 au Conservatoire, où elle suit les cours de Fleury et est gratifiée d'un troisième prix de comédie. Après plusieurs années sur les routes des provinces françaises, en tournée théâtrale entre Rouen et Nantes, elle obtient un ordre de début de la Comédie-Française en 1815. Le 15 juillet 1815, Mademoiselle Devin débute sur les planches du Théâtre Français, en incarnant Eugénie dans La Femme jalouse de Desforges et Charlotte dans Les Deux frères de Kotzebue. Elle alterne par la suite avec talent entre rôles de jeune première, d'ingénue et de confidente tragique, mais sans jamais parvenir à éclipser ses rivales. Elle n'est reçue sociétaire que le 1er avril 1828, soit treize ans après son entrée à la Comédie française. Madame Menjaud prend définitivement sa retraite le 1er avril 1836.
Elle épouse en 1822 son partenaire du Théâtre Français, le comédien Jean Adolphe Granet, dit Menjaud, dont elle a un fils en 1828, Henry Horace Menjaud, futur artiste lyrique.

## Théâtre

### Carrière à la Comédie-Française
Entrée en 1815
Nommée 242e sociétaire en 1828
Départ en 1836
- 1815 : Le Barbier de Séville de Beaumarchais : Rosine
- 1815 : Le Misanthrope de Molière : Eliante
- 1815 : Le Mariage de Figaro de Beaumarchais : Chérubin
- 1816 : Laquelle des trois ? de Charlotte Vanhove : Eugénie d'Asfeld
- 1816 : Iphigénie de Jean Racine : Egine
- 1816 : Phèdre de Jean Racine : Panope
- 1816 : Le Médisant d'Étienne Gosse : Pauline
- 1816 : Athalie de Jean Racine : Zacharie
- 1816 : Esther de Jean Racine : Thamar
- 1816 : Andromaque de Jean Racine : Céphise
- 1817 : Les Plaideurs de Jean Racine : Isabelle
- 1817 : Esther de Jean Racine : Elise
- 1817 : Le Mariage de Figaro de Beaumarchais : Fanchette
- 1818 : La Mère coupable de Beaumarchais : Florestine
- 1820 : Marie Stuart d'après Friedrich von Schiller
- 1820 : Tartuffe de Molière : Mariane
- 1821 : La Mère rivale de Casimir Bonjour : la comtesse
- 1822 : Le Sourd ou l'Auberge pleine de Desforges : Isidore Dorbe
- 1822 : Une aventure du chevalier de Grammont de Sophie Gay : Delphine
- 1823 : Athalie de Jean Racine : Salomith
- 1823 : La Route de Bordeaux de Marc-Antoine Désaugiers, Michel-Joseph Gentil de Chavagnac et Gersain : Roger
- 1825 : Le Cid d'Andalousie de Pierre-Antoine Lebrun : Zoraïde
- 1825 : La Clémence de David de Drap-Arnaud : Nobé
- 1826 : Fiesque de Jacques-François Ancelot : Berta
- 1826 : Pauline de Théophile Dumersan : Sophie
- 1826 : Andromaque de Jean Racine : Andromaque
- 1826 : Rosemonde de François Paul Émile Boisnormand de Bonnechose : Arthur
- 1826 : Une aventure de Charles V de Jean-Baptiste-Pierre Lafitte : Lucette
- 1826 : Bajazet de Jean Racine : Atalide
- 1827 : Lambert Simnel ou le Mannequin politique de Louis-Benoît Picard et Adolphe Simonis Empis : Fanny
- 1827 : Emilia d'Alexandre Soumet : Betty
- 1827 : L'Ami de tout le monde d'Alexandrine-Sophie de Bawr : Caroline
- 1827 : Le Mariage d'argent d'Eugène Scribe : Hermance
- 1828 : Britannicus de Jean Racine : Junie
- 1828 : Iphigénie de Jean Racine : Iphigénie
- 1828 : Les Intrigues de cour d'Étienne de Jouy : Célestine
- 1828 : La Duchesse et le page d'Antony Béraud : Louise
- 1829 : Le Bon garçon de Louis-Benoît Picard et Édouard-Joseph-Ennemond Mazères : Mignot
- 1829 : Phèdre de Jean Racine : Aricie
- 1829 : Le Czar Démétrius de Léon Halévy : Marpha
- 1829 : Le Protecteur et le mari de Casimir Bonjour : Mme de Viterbe
- 1829 : La Petite ville de Louis-Benoît Picard : Flore
- 1831 : Un jeu de la fortune ou les Marionnettes de Louis-Benoît Picard : Célestine
- 1831 : L'Amitié des femmes de Jean-Baptiste-Pierre Lafitte : Hortense
- 1831 : Les Rendez-vous d'Alexandre de Longpré : la présidente
- 1831 : La Famille de Lusigny de Frédéric Soulié et Adolphe Bossange : la comtesse
- 1831 : Josselin et Guillemette de Jean-Baptiste-Rose-Bonaventure Violet d'Épagny : Guillemette
- 1831 : Pierre III de Victor Escousse : Ivan
- 1831 : La Prédiction de Pierre-François Beauvallet : Clémence
- 1832 : Louis XI de Casimir Delavigne : le dauphin
- 1832 : Les Vêpres siciliennes de Casimir Delavigne : Amélie
- 1832 : Ma place et ma femme de Jean-François-Alfred Bayard et Gaston de Wailly : Mme Laroche
- 1832 : Voltaire et Madame de Pompadour de Jean-Baptiste-Pierre Lafitte et Charles Desnoyer : Mlle Gaussin
- 1833 : La Fête de Molière de Joseph-Isidore Samson
- 1833 : Guido Reni ou les Artistes d'Antony Béraud : Gessi
- 1833 : Plus de peur que de mal de Hippolyte-Nicolas-Just Auger :  Mme Dorfeuille
- 1833 : Caïus Gracchus ou le Sénat et le peuple de Louis-Armand-Théodore Dartois de Bournonville : Licinia
- 1833 : La Conspiration de Cellamare de Jean-Baptiste-Rose-Bonaventure Violet d'Épagny, Saint-Esteben et Jean Vatout : Maria
- 1833 : Les Enfants d'Édouard de Casimir Delavigne : Édouard
- 1834 : L'Ambitieux d'Eugène Scribe : Cécile
- 1835 : Le Mariage forcé de Molière : Dorimène